# جيوفاني لوسي
جيوفاني لوسي MCCI، ولد في 29 نوفمبر 1838 –  كان كاهنًا كاثوليكيًا إيطاليًا (٢٧ ديسمبر ١٨٨٢). كان عضوًا في رهبنة كومبوني المُبشّرة لقلب يسوع ، وقضى معظم فترة خدمته في السودان و جنوب السودان حاليا.
نشر مع الأب لويجي بونومي أول كتاب تعليمي وقاموس باللغة النوبية ، وهي لغة لم تكن معروفة في أوروبا حتى تلك اللحظة.

## حياته المبكره
وُلِد في كاسيل لاندي عام ١٨٣٨، وعُمِّد في اليوم نفسه في كنيسة الرعية بالقرية . انتقلت عائلته إلى رونكاليا وهو لا يزال طفلاً، والتحق لاحقًا بالمعهد الأسقفي في بياتشينزا. حيث أعلن

## مبشر

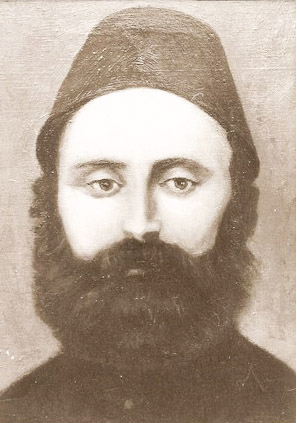
الاب جيوفاني لوسي في السودان 1880

بعد عشر سنوات، في عام ١٨٧٢، التحق بمعهد فيرونا التبشيري، الذي أسسه دانييلي كومبوني ، ليسافر معه إلى السودان في العام التالي. وأصبح الكاهن المعترف الشخصي للأب كومبوني.
عمل رئيسًا لبعثة الأبيض حتى عام ١٨٧٨، ولم تكن تربطه علاقات طيبة بالسكان المحليين المسلمين الذين كانوا يعارضونه دائمًا. بعد وفاة كومبوني عام ١٨٨١، عُيّن رئيسًا مؤقتًا لبعثة أفريقيا الوسطى بأكملها. أصيب بمرض الاسقربوط وتوفي في ٢٧ ديسمبر ١٨٨٢ عن عمر يناهز ٤٤ عامًا.
دفن في الأبيض، لكن قبره تعرض للتخريب من قبل لمتشددين عندما غزا المهديون المنطقة في عام 1889.

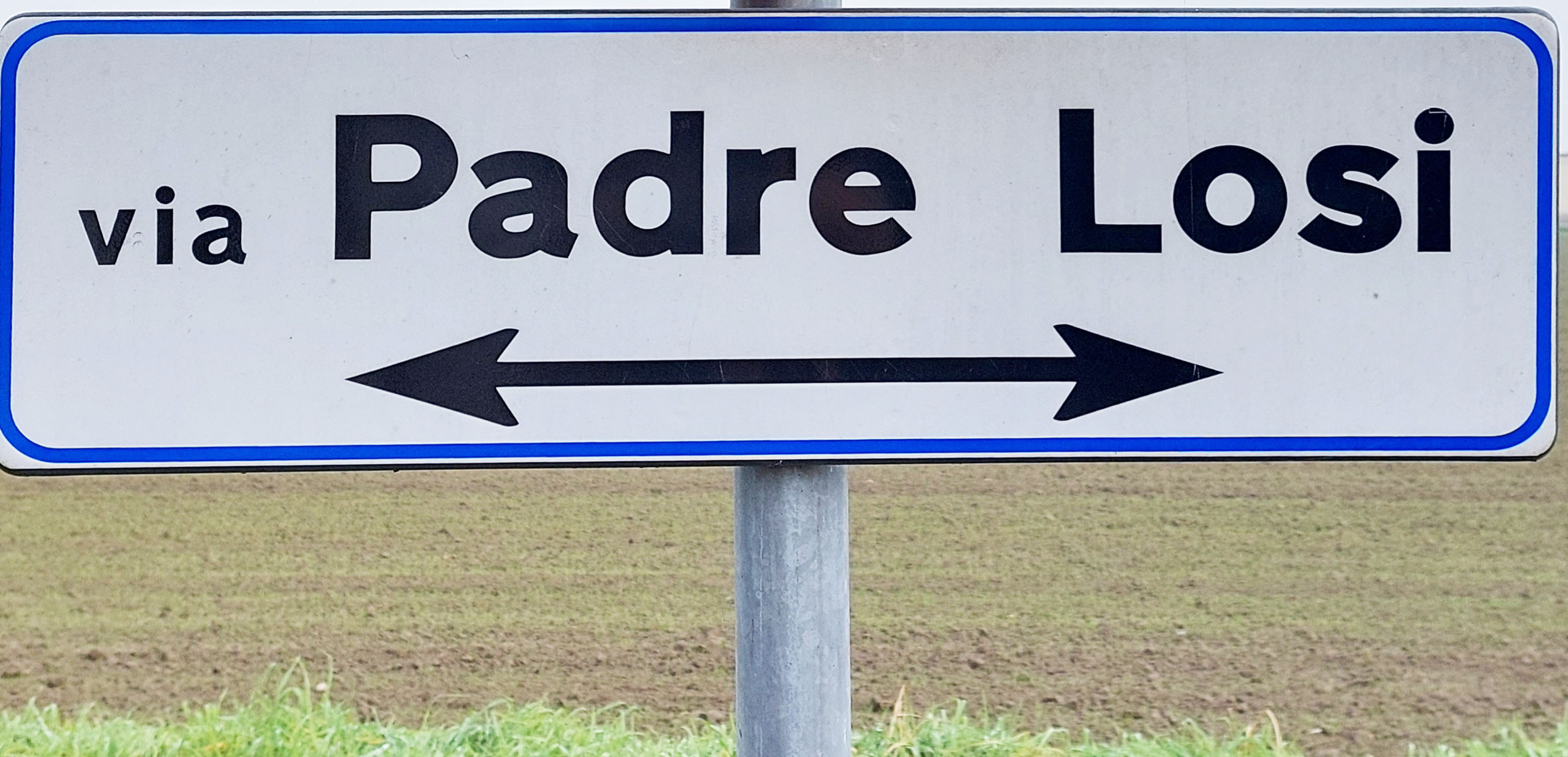
لوحة الشارع المخصصة للأب لوسي، في كاسيل لاندي.

## ما بعد الوفاة
وفي مسقط رأسه، كاسيل لاندى، تم اطلاق اسمه علئ الشارع الذي يمتد بمحاذاة الكنيسة ويؤدي إلى الريف.

## روابط خارجية
- "Losi, Giovanni". treccani.it. مؤرشف من الأصل في 2025-02-23.